# Randolph (Minnesota)
Randolph es una ciudad ubicada en el condado de Dakota en el estado estadounidense de Minnesota. En el Censo de 2010 tenía una población de 436 habitantes y una densidad poblacional de 163,91 personas por km².

## Geografía
Randolph se encuentra ubicada en las coordenadas 44°31′31″N 93°1′10″O / 44.52528, -93.01944. Según la Oficina del Censo de los Estados Unidos, Randolph tiene una superficie total de 2.66 km², de la cual 2.48 km² corresponden a tierra firme y (6.82%) 0.18 km² es agua.

## Demografía
Según el censo de 2010, había 436 personas residiendo en Randolph. La densidad de población era de 163,91 hab./km². De los 436 habitantes, Randolph estaba compuesto por el 98.39% blancos, el 0% eran afroamericanos, el 0% eran amerindios, el 0.23% eran asiáticos, el 0% eran isleños del Pacífico, el 0% eran de otras razas y el 1.38% pertenecían a dos o más razas. Del total de la población el 1.83% eran hispanos o latinos de cualquier raza.